# ستاوه (کروپانگ)
ستاوه (به صربی: Stave) یک منطقهٔ مسکونی در صربستان است که در کروپانگ واقع شده‌است. ستاوه ۴۵۰ نفر جمعیت دارد.